# Zangra (chanson)
Zangra est une chanson écrite, composée et interprétée par Jacques Brel. Ses paroles sont inspirées du roman Le Désert des Tartares, de Dino Buzzati, sur la longue attente de la guerre et du vain espoir de devenir un héros. Elle est chantée pour la première fois à l'Olympia en 1961, et enregistrée en studio en 1962. 
Elle sort la même année chez Philips dans sa version enregistrée en public, une première fois sur l'album live Olympia 1961 et sur le 33 tours Les Paumés du petit matin, puis, dans sa version studio, chez Barclay en super 45 tours et sur l'album Les Bourgeois.  

## Analyse
Le thème de cette chanson est l'attente obsessionnelle de la guerre, attente de toute la vie du soldat qui veut être un héros. L'ennemi arrive mais trop tard pour lui.
La longue attente et la futilité de la carrière militaire sont rythmées par la répétition de son nom, de son grade et de sa condition, en début de chaque strophe, qui se continue sur une note plus personnelle sur son ennui et sur sa vie personnelle qui en souffre. L'alternance des styles musicaux renforce le hiatus entre les deux aspects du personnage.
Le thème de l'attente de l'ennemi est inspiré du roman Le Désert des Tartares de Dino Buzzati. Mais ce thème est transposé par Brel dans son univers propre, avec une mise en scène particulière, dans une structure qu'il affectionne particulièrement, entourant les couplets de façon rigide, et tirant profit de cette répétition. Les couplets sont quatre sizains et un tercet en coda. Le personnage, Zangra, y déroule sa vie, de lieutenant à général, désirant la gloire dans l'attente d'un ennemi éventuel, mais oubliant de vivre.

## Publication
La chanson Zangra est créée par Jacques Brel lors de son tour de chant à l'Olympia en 1961. 
Cette chanson dans sa version enregistrée en public sort en 1962, chez Philips, une première fois sur l'album live Olympia 1961, puis sur le 33 tours 25cm Les Paumés du petit matin (initialement paru sans titre - les deux disques présentent au recto de la pochette le même visuel). Présenté comme son sixième album par la maison de disques, il est la dernière parution originale chez Philips de l'artiste.
Entre temps, Jacques Brel a signé chez Barclay et enregistre en studio les six nouvelles chansons créées sur la scène de l'Olympia l'année précédente. L'ensemble dont Zangra est publié sur l'album studio Barclay Les Bourgeois.